# Dettes perpétuelles
Une dette perpétuelle est un prêt dont l'emprunteur ne paie que les intérêts sans rembourser la somme empruntée, et qui n'a donc pas de date de fin de remboursement. Ce paiement des intérêts s'apparente donc à une rente, dont le montant finit par devenir insignifiant en raison de l'inflation.
C'est une forme de crédit qui a surtout été utilisée comme instrument de dette souveraine à la fin du Moyen Âge.

## Histoire
Les dettes perpétuelles ont pendant longtemps été légitimées par l’interdiction du prêt à intérêts pour des raisons religieuses et de méfiance envers les créanciers. Le débiteur, en général un souverain, n’était pas astreint par la force à rembourser le capital prêté, ainsi assimilé à une terre dont l’agriculteur ne serait pas propriétaire tout en ayant un droit irrévocable à l’exploiter.
En contrepartie, les porteurs de dette perpétuelle pouvaient la revendre, en la valorisant par la perception qu'elle accordait un droit sans limite dans le temps à des intérêts.
Une dette perpétuelle célèbre fut souscrite par Charles X pour financer le « milliard des Émigrés », versé en dédommagements de leurs peines et de leur soutien indéfectible à la monarchie.
Lorsque John Law convainc le régent Philippe d'Orléans de créer une Banque d’État le 4 décembre 1718, en interdisant au début de 1719 d’utiliser les espèces pour des paiements supérieurs à 600 livres, l’ancienne compagnie du Mississippi du financier Antoine Crozat est transformée en Compagnie d'Occident, au capital de 50 000 actions de 500 livres, dont le roi a discrètement souscrit 40 %, elles sont payables en billets d’État. Ils sont échangeables au Trésor contre des rentes perpétuelles à 4 %, ce qui permet une consolidation de la dette.
Cette idée est aussi proposée en 2022 par Kako Nubukpo comme outil de financement de la commission de l'UEMOA (Union économique et monétaire ouest africaine) par l'Agence ouest-africaine de la dette (AOAD) qu'il suggère de créer.